# Johannes Wiedewelt
Johannes Wiedewelt (Copenhaguen, 1 de juliol de 1731 - 17 de desembre de 1802) va ser un escultor neoclàssic danès, fill de l'escultor de la cort, Just Wiedewelt.
Seguint els passos d'el seu pare, també va treballar per a la família reial de Dinamarca, en les obres de la qual va introduir idees neoclàssiques mitjançant decoracions dels palaus, escultures en els jardins així com artefactes i en particular en memorials. Va ser el més conegut dels escultors danesos fins l'aparició de Bertel Thorvaldsen.